# 喜志站
喜志站（日语：／ Kishi eki */?）是位於大阪府富田林市，屬於近畿日本鐵道長野線的車站。

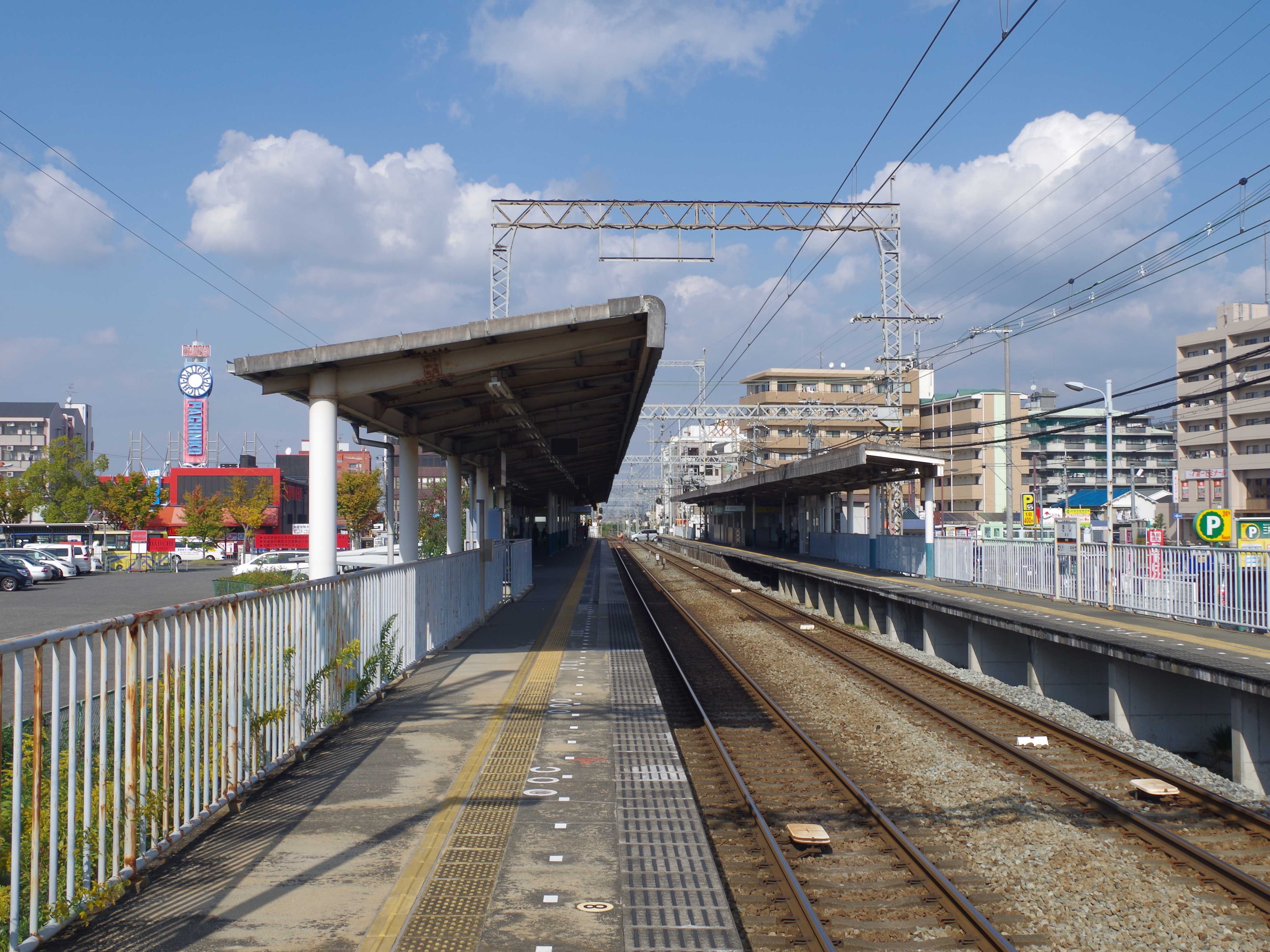
月台(2012年11月)

## 車站構造
本站為側式月台2面2線的地面車站。

### 月台配置
| 月台 | 路線   | 方向 | 目的地                 |
| ---- | ------ | ---- | ---------------------- |
| 1    | 長野線 | 下行 | 河內長野方向           |
| 2    | 長野線 | 上行 | 古市、大阪阿部野橋方向 |

## 相鄰車站
近畿日本鐵道（近鐵）
 長野線
■急行、■準急、■普通
古市（O-16）－喜志（O-17）－富田林（O-18）
- 至1920年設立（大正9年）來，古市站與此站曾有西浦站。

## 外部連結
- 喜志 - 近畿日本鐵道